# Fatar

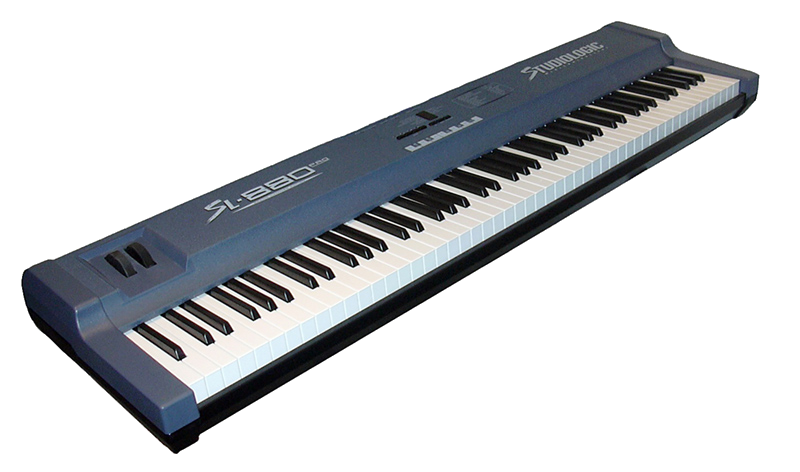
Clavier Fatar Studiologic SL-880Pro

Fatar, également connu sous le nom Studiologic, est un constructeur d'instruments de musiques électroniques italien fondé en 1956 à Recanati.
Cette société construit notamment des claviers de cinq octaves (pour les orgues), claviers pour synthétiseurs et des claviers 88 touches au toucher lourd (pour les pianos) pour la quasi-totalité des modèles vendus par les fabricants comme Ensoniq, Kurzweil, Roland, Clavia, Korg, Alesis, Wersi, Casio,  Farfisa, CRB, Elka, Orla, Elgam, Eko, Webo, LOGAN, Gem, Viscount, Crumar, etc.